# Prostor (nakladatelství)
Nakladatelství PROSTOR je české nakladatelství společenskovědné literatury a beletrie se sídlem v Praze.

## Historie a ediční zaměření
Nakladatelství založil ihned po sametové revoluci v prosinci 1989 Aleš Lederer (syn za socialismu vězněného publicisty Jiřího Lederera) a navázal tak na stejnojmennou samizdatovou edici a stejnojmennou revue, která nepravidelně vycházela už od roku 1982. Prvním vydaným titulem byla Politická emigrace v atomovém věku Pavla Tigrida.
PROSTOR se zaměřuje se na knihy se společenskovědním zaměřením (historie, politické vědy), dále vydává publicistiku a beletrii; převážujícím myšlenkovým proudem je politická ideologie liberální demokracie. V minulosti vydalo například Umění diplomacie a další knihy Henryho Kissingera, Umění vládnout Margaret Thatcherové, několik titulů historiků Timothyho Snydera, Tonyho Judta, Nialla Fergusona a Normana Daviese, paměti různých osobností (Ludvík XIV., Ronald Reagan, Leni Riefenstahlová, Gérard Depardieu) a díla různých světových myslitelů (Rousseau, Hayek, Berďajev, Hart, Adler, Lipovetsky a další).
Z české politické a historické literatury vydalo několik knih politologa Jiřího Pehe a historiků Jiřího Suka, Igora Lukeše a Jana Tesaře, dále díla Františka Dvorníka, Jiřího Hoppe, Jiřího Hanáka, Petra Pitharta nebo paměti Jiřího Paroubka.
Z publicistické literatury a beletrie vydalo kromě jiného sérii knih Aleše Palána o šumavských samotářích, několik próz Thomase Bernharda, Bernharda Schlinka či Paula Austera, tetralogii Geniální přítelkyně od Eleny Ferrante nebo životopis Leonarda Cohena.